# 和栗明
和栗 明（わくり あきら、1899年1月31日 - 1986年11月28日）は、日本の機械工学者。九州大学名誉教授。第2代久留米工業短期大学学長。初代久留米工業高等専門学校校長。日本学士院賞受賞。和栗雄太郎九州大学名誉教授は長男。

## 人物・経歴
岡山県出身。1923年九州帝国大学工学部機械学科卒業。1936年九州帝国大学工学博士。九州帝国大学工学部講師、九州帝国帝国大学工学部助教授を経て、1938年九州帝国大学校工学部教授。
1953年「歯車に関する研究」により成瀬政男東北大学教授、中田孝東京工業大学教授とともに日本学士院賞を受賞。1964年久留米工業高等専門学校校長、日本機械学会名誉員。1969年勲二等瑞宝章受章。